# Loi reconnaissant l'égalité des deux communautés linguistiques officielles au Nouveau-Brunswick
la Loi reconnaissant l'égalité des deux communautés linguistiques officielles au Nouveau-Brunswick, ou Loi 88 est une loi adoptée par l'Assemblée législative du Nouveau-Brunswick en 1981 qui reconnaît l'égalité des communautés linguistiques anglophone et francophone de cette province canadienne.

## Description
Le 17 juillet 1981, l'Assemblée législative adopte la loi, qui compte trois articles. Elle reconnaît, pour la première fois, l'égalité de statut des Acadiens en tant que communauté linguistique, et qui engage le gouvernement provincial à protéger et promouvoir le développement de cette communauté. Cette loi s'ajoute à la Loi sur les langues officielles du Nouveau-Brunswick de 1969, établissait le français et l'anglais en tant que langues officielles de la législature et de l'administration.
Cette obligation sera inscrite dans la Constitution du Canada, en 1993.
Deux commissions ont été menées pour étudier l'application de cette loi au Nouveau-Brunswick, la Commission Poirier-Bastarache en 1982 et le Rapport Guérette-Smith en 1986.

## Inefficacité de la loi
Adoptée afin de maintenir et de promouvoir l'identité acadienne au sein du Nouveau-Brunswick, cette loi ne parvient toutefois guère à empêcher la baisse constante du poids des francophones au niveau provincial. En se basant sur le critère de la langue maternelle, leur poids est ainsi passé de 35,9 % de la population de cette province en 1951, à 32,4 % à 2016 (et même à 31,8 % selon le critère de la première langue officielle parlée, qui inclut pourtant également les allophones utilisant le français en premier). 
Selon l'expert Ilyes Zouari, spécialiste du monde francophone, les Acadiens du Nouveau-Brunswick devraient avoir un indice synthétique de fécondité de 2,7 enfants par femme, soit environ le double du niveau actuel, afin de pouvoir maintenir leur poids au niveau provincial sur le long terme. Et ce, puisqu'il convient de tenir compte d'une immigration désormais importante et très majoritairement anglophone (à plus de 80 %, l'immigration étant gérée par un gouvernement principalement anglophone), du taux d'assimilation des Acadiens à chaque génération (environ 20 %, et particulièrement dans le sud-est) et du taux d'assimilation des immigrés francophones (censés pourtant renforcer la population de langue française de la province). À défaut d'atteindre ce niveau de fécondité, la création d'une province acadienne, regroupant les territoires acadiens du Nouveau-Brunswick, serait alors inévitable selon ce même expert ,.